# میلا (موسسه تحقیقاتی)
مؤسسه هوش مصنوعی Mila - Quebec (در اصل مؤسسه مونترال برای الگوریتم‌های یادگیری) یک مؤسسه تحقیقاتی در مونترال، کبک است که عمدتاً بر روی تحقیقات یادگیری ماشین تمرکز دارد. تقریباً ۸۰۰ محقق، از جمله استادان و دانشجویان، بخشی از میلا در سال ۲۰۲۱ بودند.

## تاریخ
میلا پایه‌های خود را به آزمایشگاه اطلاعاتی سیستم‌های سازگار (LISA) در دانشگاه مونترال و آزمایشگاه استدلال و یادگیری (RL-Lab) در دانشگاه مک گیل ردیابی می‌کند. LISA در سال ۱۹۹۳ توسط Yoshua Bengio، برنده جایزه تورینگ و یکی از بنیانگذاران حوزه یادگیری عمیق تأسیس شد، در حالی که RL-Lab در سال ۲۰۰۱ تأسیس شد و در حال حاضر توسط پروفسورها کارگردانی می‌شود. Prakash Panangaden , Doina Precup , Joëlle Pineau، و Jackie Chi Kit Cheung.
در سال ۲۰۱۷، مؤسسه هوش مصنوعی Mila-Quebec به عنوان مشارکت بین دانشگاه مونترال و دانشگاه مک گیل با École Polytechnique de Montréal و HEC Montréal تأسیس شد.
در دسامبر ۲۰۲۰، میلا با IBM برای تسریع تحقیقات هوش مصنوعی (AI) و یادگیری ماشین با استفاده از فناوری منبع باز در تلاش برای ادغام نرم‌افزار منبع باز مؤسسه کبک، Oríon، با شتاب‌دهنده یادگیری ماشینی Watson IBM، یک مدل هوش مصنوعی، همکاری کرد. ابزار آموزشی و استنتاجی که غول فناوری به مشاغل ارائه می‌دهد.

## محققان قابل توجه
علاوه بر Bengio، اعضای هیئت علمی میلا شامل Joëlle Pineau و Doina Precup هستند. برخی از فارغ التحصیلان آن عبارتند از Marc Bellemare (MSc 2007 - RL-Lab)، هوگو لاروشل (PhD 2009 - LISA) و Ian Goodfellow (PhD 2014 - LISA).

## فعالیت‌های تحقیقاتی
تحقیقات در میلا عمدتاً، اما نه منحصراً بر یادگیری عمیق و یادگیری تقویتی متمرکز است. موضوعات تحقیقاتی خاص عبارتند از:
- مدل‌های تولیدکننده
- پردازش زبان طبیعی
- فرا یادگیری
- بینایی کامپیوتری
- یادگیری تقویتی
- کاربردهای هوش مصنوعی، از جمله: تحقیقات تغییرات آب و هوا و تحقیقات COVID-19.

## فعالیتهای دیگر
میلا هم یک مؤسسه تحقیقاتی و آموزشی است که موقعیت‌های پسادکتری و کارآموزی را ارائه می‌کند و یک محیط تحقیقاتی برای دانشجویانی که در دانشگاه‌های مرتبط خود ثبت‌نام کرده‌اند و برای مدارک تحصیلات تکمیلی خود مانند دکترا و کارشناسی ارشد در یادگیری ماشینی کار می‌کنند، فراهم می‌کند.
اعضای Mila همچنین به نرم‌افزار منبع باز کمک کرده‌اند. Theano، یکی از چارچوب‌های برنامه‌نویسی اولیه برای یادگیری عمیق در Mila سرچشمه گرفت. در سال ۲۰۲۰، پروژه‌های فعال شامل myia، یک چارچوب یادگیری عمیق برای پایتون، و baby-ai، پلتفرمی برای شبیه‌سازی یادگیری زبان با یک انسان در حلقه بود.
علاوه بر این، میلا همچنین در شراکت های متعدد با شرکت های خصوصی درگیر است. 

## لینک های بیرونی
- میلا